# The Long Run
The Long Run ist das sechste Studioalbum der US-amerikanischen Country-Rock-Band Eagles aus dem Jahr 1979. Es ist das letzte Album, bevor sich die Band im Folgejahr zum ersten Mal auflöste.

## Entstehung und Veröffentlichung
Die Erstveröffentlichung von The Long Run erfolgte am 24. September 1979 bei Asylum Records. Das Album erschien in seiner Originalausführung als LP mit zehn Titeln (Katalognummer: AS 52 181). Am 12. Dezember 1983 erschien es erstmals als CD-Ausführung (Katalognummer: 7559-60560-2).
Geschrieben wurden die Lieder von den Eagles-Mitgliedern, in wechselnder Besetzung, teilweise zusammen mit Koautoren, darunter namhafte Musiker wie Bob Seger oder auch J. D. Souther. Für die Produktion zeichnete Bill Szymczyk verantwortlich.
Das Artwork des Frontcovers wurde von John Kosh gestaltet.
Timothy B. Schmit ersetzte bei den Aufnahmen das Gründungsmitglied Randy Meisner.

## Titelliste
Seite 1
1. The Long Run – 3:42
2. I Can’t Tell You Why – 4:56
3. In The City – 3:46
4. The Disco Strangler – 2:46
5. King Of Hollywood – 6:28

Seite 2
1. Heartache Tonight – 4:26
2. Those Shoes – 4:56
3. Teenage Jail – 3:44
4. The Greeks Don’t Want No Freaks – 2:20
5. The Sad Café – 5:25

## Singleauskopplungen
| Jahr | Titel                | Höchstplatzierung, Gesamtwochen, AuszeichnungChartplatzierungen (Jahr, Titel, , Platzierungen, Wochen, Auszeichnungen, Anmerkungen) | Höchstplatzierung, Gesamtwochen, AuszeichnungChartplatzierungen (Jahr, Titel, , Platzierungen, Wochen, Auszeichnungen, Anmerkungen) | Höchstplatzierung, Gesamtwochen, AuszeichnungChartplatzierungen (Jahr, Titel, , Platzierungen, Wochen, Auszeichnungen, Anmerkungen) | Anmerkungen                                                    |
| Jahr | Titel                | CH | UK | US | Anmerkungen                                                    |
| ---- | -------------------- | --- | --- | --- | -------------------------------------------------------------- |
| 1979 | Heartache Tonight    | CH10 (6 Wo.)CH | UK40 (5 Wo.)UK | US1 Gold · (15 Wo.)US | Erstveröffentlichung: 18. September 1979 Verkäufe: + 1.000.000 |
| 1979 | The Long Run         | — | UK66 (2 Wo.)UK | US8 (15 Wo.)US | Erstveröffentlichung: 27. November 1979                        |
| 1980 | I Can’t Tell You Why | — | — | US8 (16 Wo.)US | Erstveröffentlichung: 8. Februar 1980                          |

## Rezeption

### Rezensionen
- „Der klaustrophobische Studio-Sound macht diese offenbar ambitionierte, aber inkonsequente Produktion zu einem deprimierenden Hörerlebnis“. FAZ vom 9. November 1979[3]
- „Eine große Enttäuschung …“ allmusic, William Ruhlmann[4]

### Preise
Das Lied Heartache Tonight gewann bei den Grammy Awards 1979 in der Kategorie „beste Rock Performance.“

## Kommerzieller Erfolg

### Chartplatzierungen
The Long Run war nach One of These Nights (1975), Their Greatest Hits (1971–1975) (1976) und Hotel California (1976) das vierte Nummer-eins-Album der Band in Folge in den US-amerikanischen Billboard 200.
| ChartsChartplatzierungen       | Höchstplatzierung | Wochen |
| ------------------------------ | ----------------- | ------ |
| Deutschland (GfK)              | 20 (23 Wo.)       | 23     |
| Vereinigte Staaten (Billboard) | 1 (57 Wo.)        | 57     |
| Vereinigtes Königreich (OCC)   | 4 (16 Wo.)        | 16     |

### Auszeichnungen für Musikverkäufe
Das Album verkaufte sich laut Schallplattenauszeichnungen über 7,7 Millionen Mal.
| Land/Region                  | Auszeichnungen für Musikverkäufe (Land/Region, Auszeichnung, Verkäufe) | Verkäufe  |
| ---------------------------- | ---------------------------------------------------------------------- | --------- |
| Australien (ARIA)            | 3× Platin                                                              | 210.000   |
| Frankreich (SNEP)            | 2× Gold                                                                | 200.000   |
| Hongkong (IFPI/HKRIA)        | Gold                                                                   | 10.000    |
| Neuseeland (RMNZ)            | 2× Platin                                                              | 40.000    |
| Schweiz (IFPI)               | Gold                                                                   | 25.000    |
| Vereinigte Staaten (RIAA)    | 7× Platin                                                              | 7.000.000 |
| Vereinigtes Königreich (BPI) | Platin                                                                 | 300.000   |
| Insgesamt                    | 4× Gold · 13× Platin ·                                                 | 7.785.000 |

Hauptartikel: Eagles/Auszeichnungen für Musikverkäufe